# チーム・クロコップ
チーム・クロコップ（Team Crocop）は、クロアチアのザグレブにあるミルコ・クロコップの自宅地下にあるジム。
以前は、クロコップ・スクワッドと紹介されていたが、2004年7月19日の「PRIDE 武士道 -其の参-」から「チーム・クロコップ」と紹介された。
2007年8月、UFC 75に向けてアメリカTHROWDOWN社製のオクタゴンケージ（UFCで使用されるオクタゴンと同等のもの）を導入した。

## 所属選手
- ミルコ・クロコップ
- 石井慧

## 参加経験者
- イワン・ヒポリット - 打撃コーチ
- ディーン・リスター - 柔術コーチ
- ファブリシオ・ヴェウドゥム - 柔術コーチ
- レミー・ボンヤスキー - スパーリングパートナー
- ギルバート・アイブル - スパーリングパートナー
- マイク・カイル - スパーリングパートナー
- ホナウド・ジャカレイ
- マーシオ・コウレタ
- 西島洋介